# Kutorembet
Kutorembet is een bestuurslaag in het regentschap Pekalongan van de provincie Midden-Java, Indonesië. Kutorembet telt 515 inwoners (volkstelling 2010).